# Джо Бісера
Джо Бісера (ісп. Joe Bizera, нар. 17 травня 1980, Артигас) — уругвайський футболіст, що грав на позиції захисника.
Виступав, зокрема, за клуб «Пеньяроль», а також національну збірну Уругваю, у складі якої був учасником чемпіонату світу 2002 року і двох розіграшів Кубка Америки.
Дворазовий чемпіон Уругваю. Чемпіон Парагваю. 

## Клубна кар'єра
У дорослому футболі дебютував 1999 року виступами за команду клубу «Пеньяроль», в якій провів шість сезонів, взявши участь у 129 матчах чемпіонату.  Більшість часу, проведеного у складі «Пеньяроля», був основним гравцем захисту команди. Зробив внесок у здобуття командою двох титулів чемпіона Уругваю.
Згодом з 2005 по 2011 рік грав за європейські команди — в Італії за «Кальярі», в Ізраїлі за «Маккабі» (Тель-Авів) і «Маккабі» (Петах-Тіква), у Греції за ПАОК та в Іспанії за «Альбасете».
2011 року повернувся до Америки, де після декількох матчів на батьківщині за команду «Белья Віста» став гравцем парагвайського «Лібертада», з яким 2012 року вигрв Клаусуру національної першості. 2013 року грав у Мексиці за «Атланте», після чого того ж року повернувся до рідного клубу «Пеньяроль», у складі команди якого періодично з'являвся на полі протягом 2013–2015 років.
Завершив професійну ігрову кар'єру 2016 року, протягом якого встиг провести по декілька матчів за уругвайські «Вілья-Тереса»  та «Ліверпуль» (Монтевідео).

## Виступи за збірну
2001 року дебютував в офіційних матчах у складі національної збірної Уругваю. Протягом кар'єри у національній команді, яка тривала 4 роки, провів у формі головної команди країни 23 матчі, забивши 1 гол.
У складі збірної був учасником розіграшу Кубка Америки 2001 року у Колумбії, чемпіонату світу 2002 року в Японії і Південній Кореї (не провів жодної гри на мундіалі), а також розіграшу Кубка Америки 2004 року у Перу, на якому команда здобула бронзові нагороди.

## Титули і досягнення
- Чемпіон Уругваю (2):

«Пеньяроль»: 1999, 2003
- Чемпіон Парагваю (1):

«Лібертад»: Клаусура 2012
- Бронзовий призер Кубка Америки: 2004